# メアリー・エインスワース
メアリー・D・エインスワース（英: Mary Dinsmore Salter Ainsworth、1913年12月1日 - 1999年3月21日）は、オハイオ州生まれのアメリカ合衆国のアメリカ系カナダ人の発達心理学者。新規な状況の中での愛着理論、安全基地などの概念で知られる。

## 生涯
メアリー・エインスワースは、1913年オハイオ州のグレンデールに生まれた。彼女はチャールズ・サルターとメアリー・サルター夫妻の三人の娘の長女であった。
彼女の両親はいずれもディッキンソン大学の卒業生であった。彼女が5歳の時、両親はカナダのトロントの工場で働くためにカナダへ移り住み、彼女は子供時代をトロントで過ごした。
彼女は知識欲に飢えた利発な子供だった。3歳で本を読むようになり、いつも父親のそばに居て、夜は父親が彼女を寝かしつけ、歌を歌ってくれた。
その一方、彼女は母親とはあまり温かい交流を持たなかった。両親が教育の大切さを強調するときに常日頃引き合いに出すのが心理学者ウィリアム・マクドゥガルの『性格と生活指導』（Character and the Conduct of Life）で、そのために彼女は心理学に興味を惹かれるようになった。
彼女は16歳でトロント大学で受講を始め、特に心理学にポイントを絞った。
彼女は心理学で学士号取得を目指すコース（the honors course）に入ることを許された5人のうちの1人に加わった。
彼女は1935年に教育課程を終了し、学士号を取得した。その後、同大学で心理学の博士号を取得するために学業を継続することを決めた。 
彼女は第二次世界大戦では、1942年カナダ軍女性部隊（Canadian Women's Army Corps）に入隊するまで2-3年の間教鞭をとった。 
軍では彼女は、臨床評価や人事評価テストの管理を行い、1945年に退役するときには少佐になっていた。
戦後彼女はトロントに戻り、パーソナリティ心理学の研究と教育に従事した。1950年レオナルド・エインスワースと結婚。彼とともに結婚後ロンドンに移り、夫はロンドン大学で哲学博士号を取得した。
多くの大学からポストの提供があり、その中にはジョンズ・ホプキンス大学でのテニュア付きの誘いもあったが、最終的に彼女は1975年バージニア大学の職を受け、そこで彼女のアカデミックな仕事の残りの後半を過ごした。
エインスワースは、数多くの賞を受賞しているが、その中でも特記すべきものは、1985年の子供の発達についての画期的な貢献に対する賞と1989年のアメリカ心理学会からの画期的な学術貢献に対する賞である。
彼女は1992年、アメリカ学士院の会員に選出された

## 初期の業績
彼女はトロント大学の学部学生時代、トロント大学の児童研究所の創立者で初代所長であったウィリアム・エメット・ブラッツ（William Emet Blatz）の指導を受けていた。
ブラッツは、彼がいうところの「安心理論」（security theory）の研究に関心を傾けていた。この理論は、子供の依存の様々なレベルは、将来のパートナーとの関係の質と同様に両親との関係の様々な質を意味しているというブラッツの見解を祖述したものである。
彼の言う依存の様々な段階は、安心できる依存(secure dependence)、独立的な安心（ independent security）、未成熟な依存的安心（immature dependent security）、成熟した安心できる依存（mature secure dependence）というふうに名付けられた。
ブラッツは、より安心でき成熟したものとは、個人間の相互関係であり、もっといえば不安を持たず、健康な生き方ができているということだということを理論化したのである。
カナダ軍の女性部隊を除隊した後、トロント大学に戻り、パーソナリティ心理学を教えるとともに研究の指導も行った。
1950年らレオナルド・エインスワースと結婚し、彼がロンドン大学で学位取得するのを支えるため、共にロンドンに移ったのは前述のとおりである。
イギリス滞在中、彼女はタビストック・クリニックでジョン・ボウルビィの研究チームに参加し、子供の発達の中で母親との分離の影響について研究を行った。
崩壊した母子関係の絆を正常な母子関係と比較することで、子供が母親像を失うことで、「発達に有害な影響」を被ることを明らかにしたのである。
1954年、彼女は、タビストック病院を去り、アフリカに移って母子関係の長期的なフィールドワークを行う。
エインスワースのこのフィールドワークの成果『ウガンダの幼児』は、愛着考動の発達において今なお稀有で古典的な動物行動学的な研究であり、愛着の発達が言語、文化、地理の各分野に渡る特別の普遍的な性格を持っていることを証明している。

## 奇異な状況
1965年、エインスワースとウィッティングは、愛着行動における個人的な差異を評価するための手段として奇異な状況という研究手続きを考案した。
奇異な状況手続きとは、8つのエピソードに分けられた研究方法である。１、幼児はその保育者とともに実験室の中に入る。２、保育者はイスに座り雑誌を読み、幼児はおもちゃで遊ぶ。３、幼児が知らない人間が部屋に入ってきて、徐々に幼児と知り合いになろうとしてくる。４、保育者が、幼児と見知らぬ人間だけを実験室に残して3分間だけ部屋を空け、５、そして戻ってくる。６、保育者が、再度部屋を空けるが今度は幼児だけを残して3分間だけいなくなる。７、そして次に戻ってくるのは見知らぬ人間で、その人間は幼児を安心させようとする。８、最後に保育者が戻ってきて、幼児を抱き上げようとする。
このエピソードの進行中、幼児のストレスはどんどん高まっていくが、観察者は幼児の様々な行動システムの中で、幼児の動きを観察し続ける。
特に、親の居るとき、いない時の探索活動と愛着行動の相関性などを観察する。。
こうした行動の基盤には、エインスワースの当初のボルティモアでの研究では、26人の幼児が、三つに分けられた部屋のうちのどこかに配置された。
三グループのそれぞれが保育者との愛着ではそれぞれに異なった関係性を見せ、様々な形のコミュニケーション、情緒の変化、感じ取られた脅かしにも様々な反応の仕方を示した。 

## 関連人物
- ジョン・ボウルビィ
- ルネ・スピッツ